# Rhaconotus cressoni
Rhaconotus cressoni är en stekelart som beskrevs av Muesebeck och Walkley 1951. Rhaconotus cressoni ingår i släktet Rhaconotus och familjen bracksteklar. Inga underarter finns listade i Catalogue of Life.